# Moonshine Kate
Moonshine Kate, geboren als Rosa Lee Carson, (Atlanta, 10 oktober 1909 - Bainbridge, 1992) was een Amerikaanse countrymuzikante.

## Jeugd
Rosa Lee Carson werd geboren in Atlanta als jongste van 9 kinderen. Haar vader kwam oorspronkelijk uit Fannin County. Al op 5-jarige leeftijd stond ze op het podium. Op 14-jarige leeftijd beheerste ze het gitaar- en banjo spelen perfect. Haar eerste optreden bij de radio had ze aan het begin van de jaren 1920 met haar vader, Fiddlin' John Carson, bij WSB in Atlanta.

## Carrière
Haar eerste opname maakte ze op 15-jarige leeftijd bij Okeh Records, waar ook haar vader al zijn legendarische platen opnam. Met hem ging ze ook op tournee, zelfs naar Mexico en Canada. Parallel daaraan nam ze met de Virginia Reelers, de begeleidingsband van haar en haar vader, talloze platen (rond de 170 platen) op voor Okeh Records en Bluebird Records. Twee van haar bekendste nummers zijn My Man's a Jolly Railroad Man (1931) en Little Maggy Pharan, dat zich baseert op de geschiedenis van een in Atlanta vermoord meisje. De naam Moonshine Kate had ze reeds in 1928 aangenomen. Na 1931 was haar succesvolle periode reeds achter de rug, alleen nog met haar vader nam ze nog nummers op. Vervolgens namen beiden deel aan politieke campagnes, waarbij ze als entertainer werden gecontracteerd. Zulk een werkwijze was tijdens de jaren 1930 en 1940 niet ongebruikelijk. Ook Gid Tanner hanteerde gelijksoortige bezigheden na 1934. Dit feit werd ook in de film O Brother, Where Art Thou opgehaald. In 1944 trouwde Moonshine Kate met Wayne Johnson.

## Overlijden
Moonshine Kate overleed in 1992 op 83-jarige leeftijd in Bainbridge. Ze was met haar vader samen de eerste artiest, die werd opgenomen in de Atlanta Country Music Hall of Fame.

## Discografie
Deze lijst is niet compleet.
Okeh Records
- 1925:	The Lone Child / The Drinker's Child (als Rose Lee Carson)
- 1930:	Moonshine Blues / Raggedy Riley
- 1930:	Texas Bound / The Brave Soldier
- 1930:	Are You Going to Leave the Old Home / Poor Girl's Story
- 1931:	I Intend To Make Heaven My Home / My Man's a Jolly Railroad Man (A-kant van Fiddlin' John Carson)

Montgomery Ward (met haar vader Fiddlin' John Carson)
- ####: Stockade Blues / Do You Ever Think Of Me
- ####: The Honest Farmer / Taxes On The Farmer Feeds Them All
- ####: Old And In The Way / I'm Old And Feeble
- 1935:	Bear Me Away On Snowy White Wings / Be Kind To A Man When He's Down
- 1935:	I'm Glad My Wife's In Europe / Since She Took My Licker From Me

- Bibliothèque nationale de France: cb13897667f (data)
- Library of Congress Control Number: n00067126
- MusicBrainz: e97176e7-f1f8-47f3-8520-bfae90660296
- Istituto Centrale per il Catalogo Unico: DDSV387794
- SNAC: w6nz86d8
- Virtual International Authority File: 62778869
- WorldCat: E39PBJcwx7HcMBckpF39Ytmrv3